# Triteleia dudleyi
Triteleia dudleyi är en sparrisväxtart som beskrevs av Robert Francis Hoover. Triteleia dudleyi ingår i släktet Triteleia och familjen sparrisväxter.
Artens utbredningsområde är Kalifornien. Inga underarter finns listade i Catalogue of Life.